# سورو اوچوآ
سورو اوچوآ (آلمانی: Severo Ochoa؛ زاده ۲۴ سپتامبر ۱۹۰۵ درگذشته ۱ نوامبر ۱۹۹۳) یک دانشمند در زمینه زیست‌شیمی و زیست‌شناسی مولکولی اهل اسپانیا بود.